# Jean de Bourbon (1528-1557)
Pour les articles homonymes, voir Jean de Bourbon.
Jean de Bourbon, comte de Soissons et d'Enghien (6 juillet 1528 - 10 août 1557) était un prince du sang de la maison de Bourbon-Vendôme, une branche cadette de la maison de Bourbon.

## Biographie
Jean naît à La Fère en 1528, onzième des treize enfants de Charles, duc de Vendôme et de son épouse Françoise d'Alençon . 
En 1546, il devient comte d'Enghien après la mort accidentelle de son frère aîné François.  
En 1547, il reçoit l'ordre de Saint-Michel.  
En 1551, lors de l'intervention du roi Henri II durant la guerre de Parme, Jean est envoyé avec son frère Louis Ier de Bourbon-Condé au Piémont, en renfort de l'armée française. 
Le 14 juin 1557, il épouse sa cousine Marie II de Saint-Pol, la fille de François Ier de Saint-Pol (qui était le frère cadet du père de Jean, Charles). Son mariage avec Marie n'a produit aucun enfant. 
Le 10 août 1557, durant la onzième guerre d'Italie, Jean est tué lors de la bataille de Saint-Quentin . Son cœur est déposé à Gaillon, peu après.

## Portraits peints

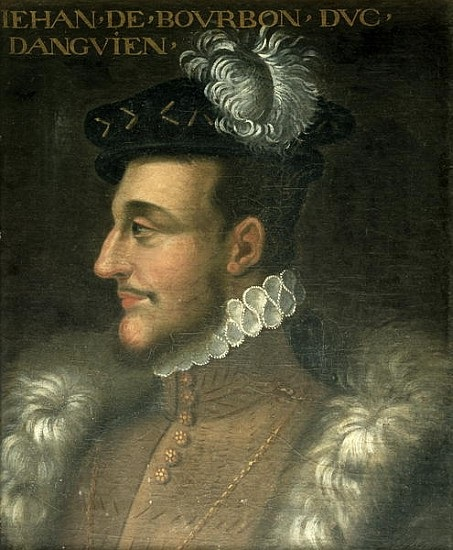
Jean, comte de Soissons. Portrait de la « galerie des illustres » du château de Beauregard, XVIIe siècle.
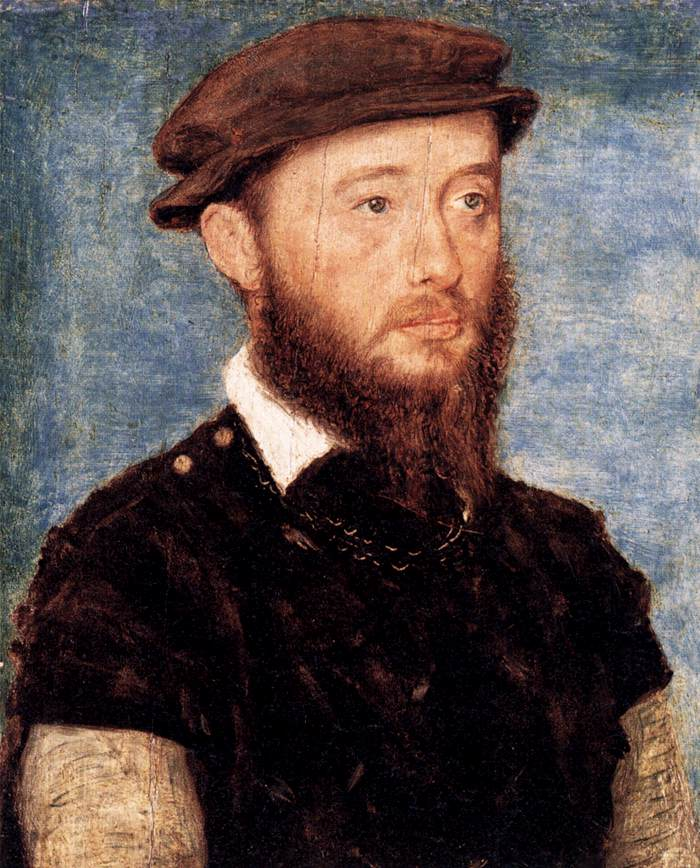
Jean de Bourbon-Vendôme ?, vers 1550, par Corneille de Lyon, au Musée du Louvre.
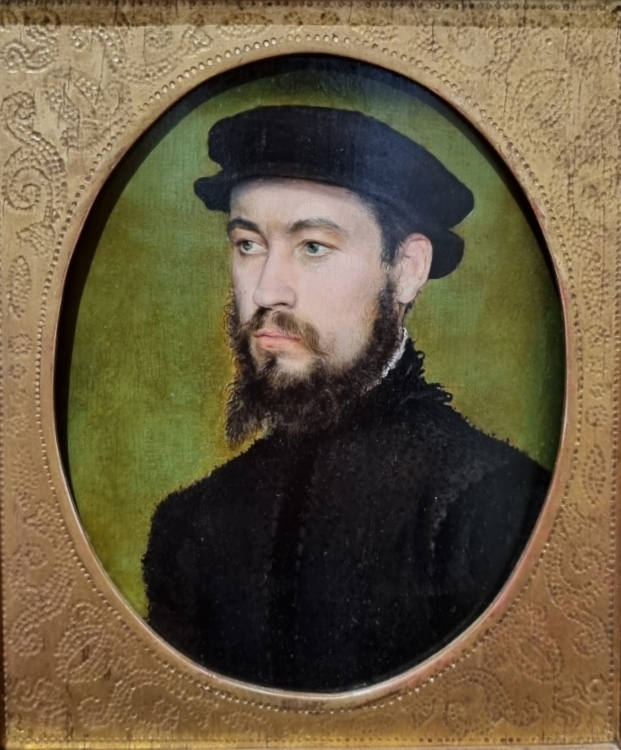
Portrait présumé de Jean de Bourbon-Vendôme par Corneille de Lyon, Musée des Beaux-Arts de Dijon.

## Sources
- Frederic J. Baumgartner, Henry II, King of France 1547-1559, Duke University Press, 1988
- David Potter, A History of France, 1460–1560: The Emergence of a Nation State, Macmillan, 1995
- Hugh Noel Williams, The Love-affairs of the Condés: (1530-1740), Charles Scribner's Sons, 1912 (lire en ligne)